# Tharsis
Tharsis — компьютерная стратегическая игра, разработанная и изданная Choice Provisions. Была выпущена в январе 2016 года на платформах Microsoft Windows, macOS и PlayStation 4, а в апреле 2020 года на Nintendo Switch. По сюжету игры, команда первого пилотируемого полёта на Марс шла по следу инопланетного сигнала, однако попала в микрометеоритный шторм и была вынуждена прибегнуть к отчаянным мерам для выживания.
Игра была разработана с целью воссоздать атмосферу настольной игры. Игровой процесс пошаговый и завязан на симуляции бросков игральных костей. Четыре персонажа под управлением игрока каждый ход решают проблемы, возникающие на корабле, и стараются выжить. Игрок должен следить за их здоровьем и уровнем стресса.
Игра получила смешанные отзывы прессы. Критики разделились во мнении, является ли игровой процесс глубоко стратегическим, или напротив, слишком полагается на случайности. Игроки, стримеры и другие разработчики оценивали игру более благосклонно.

## Игровой процесс
В Tharsis игрок управляет четырьмя космонавтами, у каждого из которых есть уникальный набор задач и способностей, находящихся на борту сильно повреждённого корабля «Иктоми». Игрок должен продержаться 10 недель, пока корабль летит до Марса. В начале каждой недели два или больше модулей корабля выходят из строя. Игрок назначает каждому члену экипажа задание; добравшись до повреждённого модуля, космонавт попытается его отремонтировать броском кубика. Если все члены экипажа сделали свой ход, а какой-то модуль не был отремонтирован, вызывается негативный эффект — например, повреждение целостности корабля или снижение здоровья членов экипажа.
У каждого космонавта своя шкала здоровья, стресса и тонуса. Каждый бросок кубика отнимает у космонавта одно очко тонуса, для его пополнения нужна еда. Чтобы разрешить возникшую на корабле проблему, космонавт должен использовать достаточно кубиков, чтобы сумма выпавших значений попала под указанные условия. Броскам кубиков могут мешать уникальные условия. Для того, чтобы избежать их воздействия, можно потратить «очко помощи», при этом одновременно можно накопить до трёх очков. Каждая комната корабля имеет бонус, который может быть активирован удачным броском кубика или комбинацией кубиков. Также лишние кубики можно инвестировать в исследования, открывающие полезные умения для последующих ходов.
В конце каждой недели члены экипажа могут заняться одним из дополнительных проектов, выбираемых игроком. Как правило, дополнительные проекты одновременно приносят позитивный и негативный эффект. Чем выше стресс экипажа, тем сильнее негативный эффект; если космонавт впадёт в безумие, он самостоятельно примется за проект, который имеет повышенные эффекты и может привести к нанесению ущерба другим членам экипажа. Когда на корабле заканчивается еда, в качестве крайней меры можно прибегнуть к каннибализму. Это, однако, существенно увеличит стресс экипажа и снизит его здоровье, а также повлияет на концовку игры.

## Сюжет
Действие игры разворачивается в недалёком будущем. Земля получает таинственный сигнал из Тарсиса на Марсе, который учёные принимают за доказательство существования внеземной жизни. Для исследования аномалии создаётся корабль «Иктоми» и снаряжается экипаж из шести космонавтов. На полпути корабль попадает в микрометеоритный шторм, что приводит к гибели двух членов экипажа и уничтожению отсека с провиантом. Связь с Землёй не теряется, но у космонавтов нет возможности развернуть корабль и вернуться. Из-за недостатка провизии и рабочих рук команда сталкивается с одной проблемой за другой, и вынужден постоянно бороться за выживание.
Через некоторое время команде удаётся расшифровать сигнал из Тарсиса, который передаёт данные о ровно таком же экипаже, как на «Иктоми». Не понимая, что делать с полученной информацией, команда добирается до Марса и высаживается на капсуле, пока Иктоми сгорает в атмосфере. Добравшись до источника сигнала, космонавты находят инопланетный артефакт. Когда люди подходят достаточно близко, артефакт внезапно излучает яркую вспышку света. Если игрок потерял хотя бы одного члена экипажа на пути к Марсу, то энергия, выпущенная артефактом, убивает землян. Одному из космонавтов удаётся выжить достаточно долго, чтобы отправить сигнал бедствия, который перехватывается артефактом и пересылается в прошлое, что создаёт причинно-следственную петлю. Если же все члены экипажа выживают, один из них успевает взять камень и бросить в артефакт, что приводит к крупному взрыву. Марс покрывается слоем снега, намекая на то, что с этого момента планета пригодна для человеческой жизни.

## Разработка

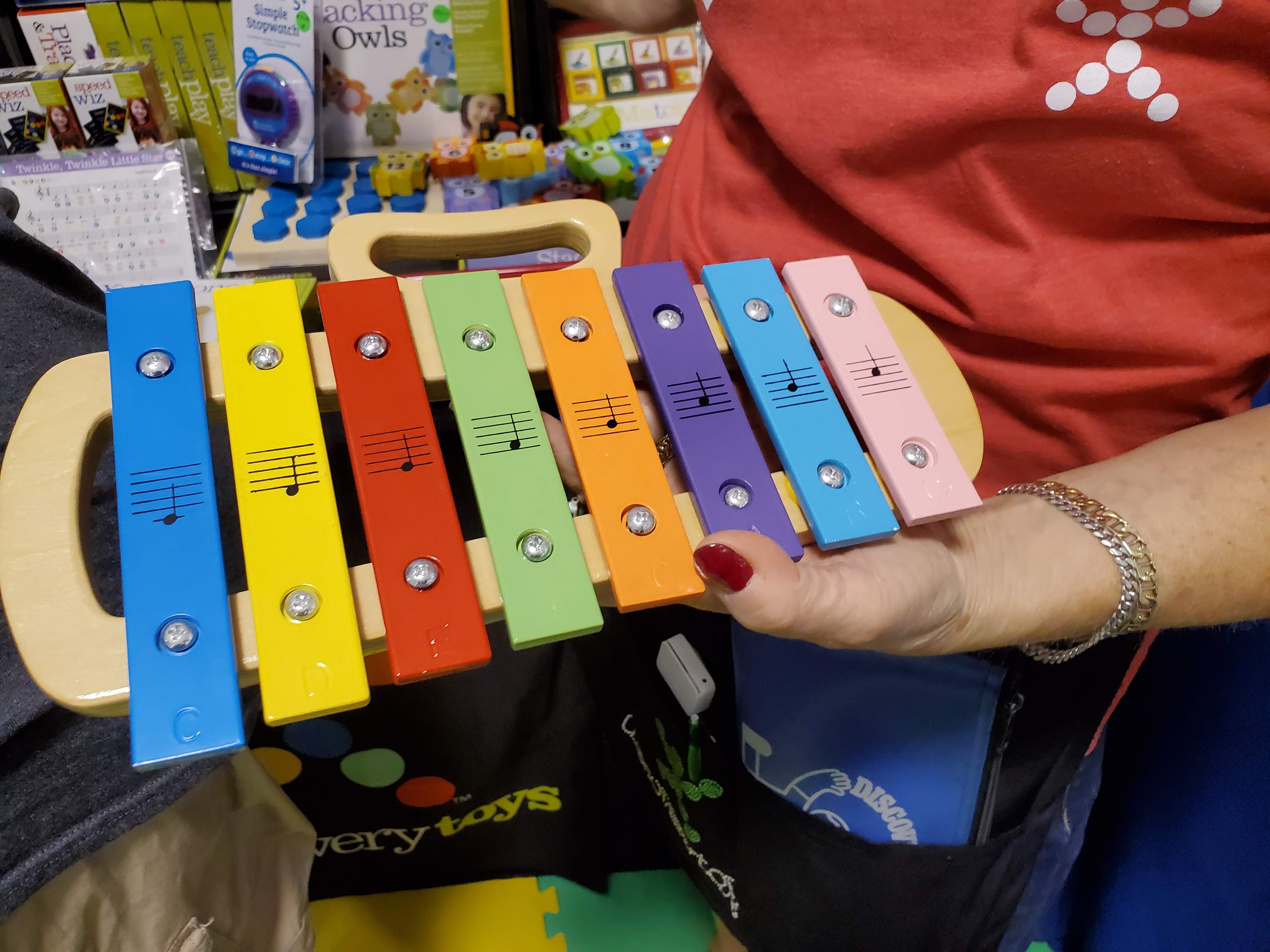
В основе цветовой палитры Tharsis лежит игрушечный ксилофон.

По словам Майка Рауша, сооснователя Choice Provisions, на создание игры его вдохновила история китобойного судна «Эссекс», экипаж которого пострадал от нападения кита и для выживания был вынужден прибегнуть к экстремальным мерам, включая каннибализм. Другим источником вдохновения стала миссия «Аполлон-13», в ходе которой экипаж был вынужден использовать подручные предметы для ремонта пострадавшего в результате аварии космического корабля.
При создании игры разработчики решили, что они не хотят, чтобы студия Choice Provisions прославилась исключительно как создатель серии игр Bit.Trip, или создатель игр в стиле восьмибитного ретрогейминга. Визуальный стиль Tharsis основывается на научной фантастике 1970-х годов, в частности, на сериалах «Космос: 1999» и «НЛО», элементы которых были обновлены, чтобы выглядеть реалистичными в наше время. Пастельная цветовая гамма была взята из игрушечного ксилофона. Саундтрек составлен из композиций альбома Half Age EP группы Weval.
Разработчики остановились на механике с бросками игровых костей, поскольку чувствовали, что настольные игры вновь обретают популярность, а среди компьютерных игр этот концепт оставался уникальным. Игра была намеренно сделана достаточно сложной, чтобы игрок не мог пройти её с первого раза, а пробовал снова и снова, каждый раз продвигаясь немного дальше. Разработка игры заняла около двух лет.

## Критика
| Сводный рейтинг    | Сводный рейтинг                   |
| Агрегатор          | Оценка                            |
| ------------------ | --------------------------------- |
| GameRankings       | PS4: 69,00 % PC: 62,66 %          |
| Metacritic         | PC: 61/100 PS4: 65/100 NS: 58/100 |
| Иноязычные издания |                                   |
| Издание            | Оценка                            |
| Destructoid        | 6,5/10                            |
| GameSpot           | 6/10                              |
| IGN                | 4,8/10                            |
| PC Gamer (US)      | 44/100                            |

Tharsis получила смешанные отзывы критиков. Андрей Думитреску из Softpedia положительно оценил игру, отметив «интересные игровые механики» и «хорошую реиграбельность», несмотря на высокую сложность. Он посчитал, что хорошо показывает, как упорны могут быть люди даже в самых безнадёжных условиях. Брайан Дамлао из Worthplaying поставил игре среднюю оценку, похвалив «с любовью отрисованный» дизайн корабля и «очень добротно сделанную» музыку, но раскритиковав её за скучных персонажей. Он отметил, что Tharsis — это игра «не для всех», и людям, которые не привыкли часто проигрывать, она не придётся по вкусу.
Основным объектом для критики стала зависимость игры от случайностей. Патрик Хэнкок из Destructoid отметил, что игра «слишком многое ставит на броски кубиков», из-за чего все победы ощущаются результатом удачного стечения обстоятельств, что «убивает у игрока интерес к переигрыванию» неудачной партии. Роб Закни из IGN отметил, что когда дела складывались хорошо, он чувствовал себя человеком, которому просто повезло, а не человеком, который «сделал что-то умное». Тайлер Уайлд из PC Gamer отметил, что игра «слишком полагается на случай», а потому сложность партии зависит исключительно от того, как игроку выпадут кубики на этот раз.
По словам Зака Гейджа, Tharsis стала одной из самых неоднозначно принятых игр из всех, над которыми он работал. Издания, фокусирующиеся на компьютерных играх, в основном отзывались игре отрицательно, при этом стримеры, игроки в настольные игры и другие разработчики отзывались об игре более благосклонно. По убеждениям Зака, это связано с тем, что в компьютерных играх элемент азарта обычно используется либо как ленивый способ сделать игру сложнее, либо как способ вытянуть деньги из мобильных игроков, а потому к игровому процессу Tharsis отнеслись с предубеждением.

## Продажи
Летом 2018 года, благодаря уязвимости в защите Steam Web API, стало известно, что точное количество пользователей сервиса Steam, которые играли в игру хотя бы один раз, составляет 127 534 человек.